# Хальденштайн
Хальденштайн (нем. Haldenstein) — деревня и бывшая коммуна в Швейцарии, в кантоне Граубюнден. 
До 2015 года коммуна Хальденштайн входила в состав округа Ландкварт, с 1 января 2016 года вошла в новый регион Плессур. 1 января 2021 года Хальденштайн был присоединён к коммуне Кур.
Население составляет 910 человек (на 31 декабря 2006 года). Официальный код  —  3941.

## Фотографии

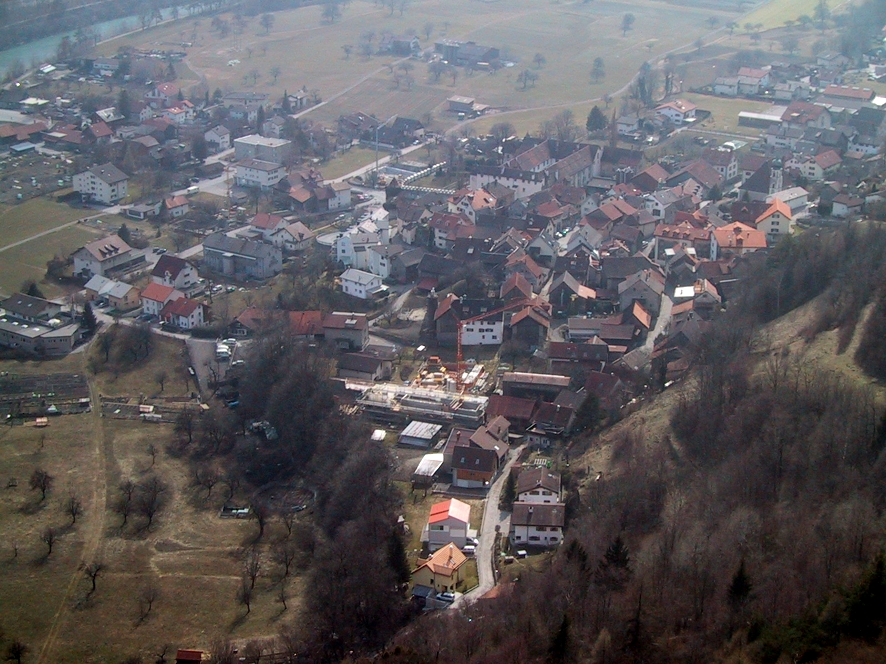
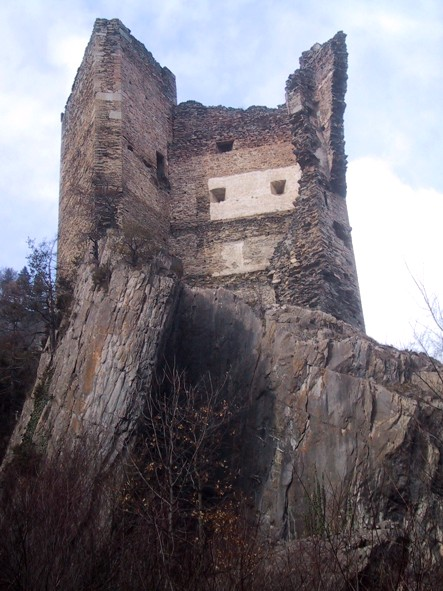
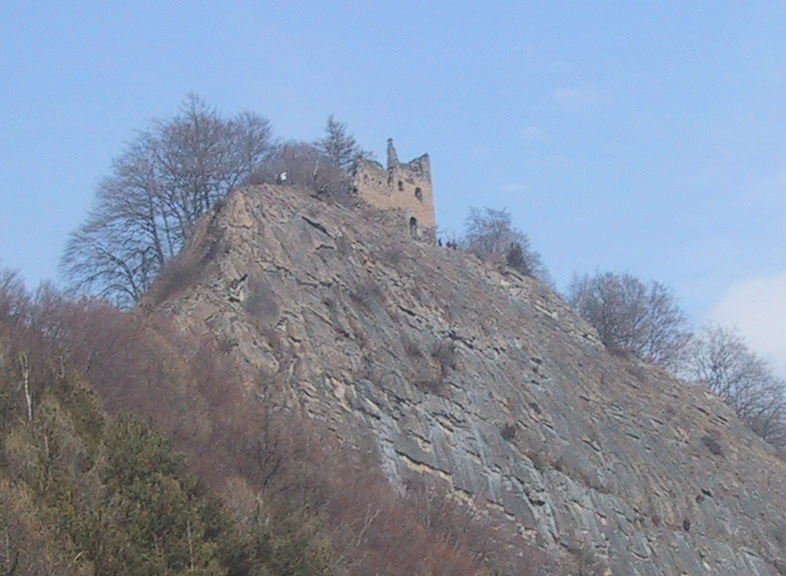
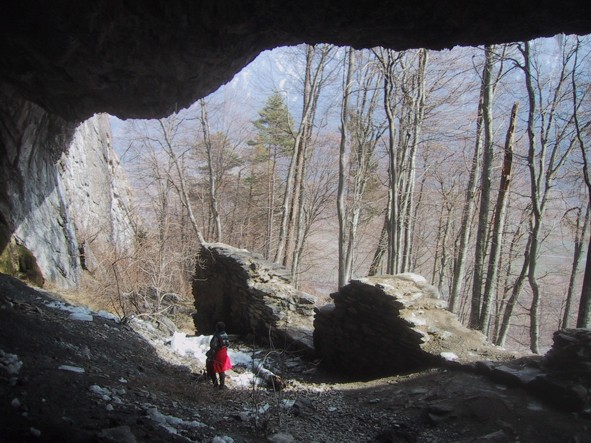